# الشنیتسا (استان بلاگووگراد)
الشنیتسا (به بلغاری: Eleshnitsa) یک منطقهٔ مسکونی در بلغارستان است که در شهرستان رازلوگ واقع شده‌است.